# Bula (Guinea-Bissau)
Bula è un settore della Guinea-Bissau facente parte della regione di Cacheu.